# Крижанівська Маргарита Миколаївна
Маргарита Миколаївна Крижані́вська (1 липня 1921, Миколаївка — 18 лютого 2011, Київ) — українська художниця; член Спілки радянських художників України з 1950 року. Дружина художника Володимира Яценка, мати художниці Марини Яценко, бабуся художника Миколи Власова.

## Біографія
Народилася 1 липня 1921 року в селі Миколаївці (нині Донецька область, Україна). Її дід (колишній член Державної Думи) і батько були репресовані. Перед німецько-радянською війною поступила до Харківського художнього інституту, а з її початком евакуювалася до Самарканда. Навчання закінчила у 1949 році. Її вчителями з фаху були Дмитро Шавикін, Сергій Бесєдін, Олексій Кокель, Семен Прохоров, Василь Мироненко.
Після здобуття фахової освіти працювала у Харківському художньому музеї. З 1950 року — у Києві. Мешкала у будинку на вулиці Пирогова, № 2, квартира № 26. Померла у Києві 18 лютого 2011 року.

## Творчість
Працювала у галузі станкового живопису, у реалістичному стилі створювала пейзажі, натюрморти, портрети, тематичні картини. Серед робітт:
- «Гурзуф» (1948);
- «Спомин»/«Спогади» (1949);
- «Маринка» (1954);
- «Весна» (1956);
- «Десятикласники» (1958);
- «Сільська хата»/«В рідній хаті» (1965);
- «На новобудові» (1967);
- «Назустріч сонцю» (1968);
- «Осінній пейзаж» (1970-ті);
- «Зимовий пейзаж» (1970-ті);
- «Перше вересня» (1973);
- «Свято на нашій вулиці» (1986);

серії
- «Пейзажі України» (1990-ті);
- «Натюрморти» (1990-ті).

Брала участь у республіканських виставках з 1949 року. 2012 року в Національному музеї літератури України відбулася виставка «Родинний портрет», на якій було представлено роботи Володимира Яценка, Маргарити Крижанівської, Марини Яценко, Олексія Власова, Миколи Власова.
Твори художниці зберігаються в музейних, галерейних і приватних зібраннях в Україні та за її межами.